# 松前重義
松前 重義（まつまえ しげよし、1901年（明治34年）10月24日 - 1991年（平成3年）8月25日）は、日本の逓信官僚、政治家、工学者、教育者。学位は工学博士（東北帝国大学・1937年）。熊本県出身。東海大学創立者。内村鑑三を師とするクリスチャン。
戦前は逓信官僚として新体制運動に加わり大政翼賛会総務部長、戦後は逓信院総裁（逓信大臣・郵政大臣相当）、社会党右派の衆議院議員を務め、ソ連との友好親善に尽力した。静岡市名誉市民。

## 来歴・人物
熊本県上益城郡嘉島町生まれ。合併前の大島村で村長を務めた松前集義が父である。祖父松前熊太郎、曾祖父松前叶は熊本藩士。小学5年生のとき熊本市に移った際、故郷の農村と違って夕方になると町中に一斉に電灯がともるのを見て美しさに驚き、これがのちに電気を専攻するきっかけとなった。
旧制熊本県立熊本中学校から熊本高等工業学校を経て、東北帝国大学工学部電気工学科を卒業する。抜山平一に師事した。
逓信省に技官として入省し、無装荷ケーブルなどを発明して通信技術の進歩に貢献した。1937年（昭和12年）11月に『無装荷ケーブルによる長距離通信方式の研究』で東北帝国大学より工学博士の学位を授かる。
当時は社会の指導者として法学部出身者を最優先する風潮があり、技官より文系出身者を優位とみなす逓信省の組織構造にあたり、新体制運動へ傾倒するが、キリスト教思想家である内村鑑三が主宰する聖書研究会や講演会などに通い、人生を決める感銘を受け、教育への志を立てることとなった。この内村鑑三の聖書研究会をきっかけに、濱田成徳という知友も得た。
妻や篠原登ら友人たちと教育研究会を開いた松前は、プロシアとの戦争に敗れ、疲弊した国を教育によって再興させたデンマークの精神的支柱だったニコライ・フレデリク・セヴェリン・グルントヴィを知り、松前が提唱するフォルケホイスコーレ（国民高等学校、国民大学とも訳す）を視察に1934年、デンマークを訪問し帰国後、無装荷ケーブル通信方式の発明で電気学会から受け取った「浅野博士奨学祝金」を基金の一部にして1936年に東京・武蔵野にキリスト教主義学校として望星学塾を開設、フォルケホイスコーレを範にした教育を始める。学生が8人ぐらい寝泊りできる寄宿舎と体育館兼講堂兼図書館が完成し、日曜ごとにキリスト教の礼拝を行い、週2回はデンマーク体操、月に1度は必ず公開講演会を開いた。旧制一高で教える三谷隆正が近くに居住していたことからたびたび講師を務めた。少数ではあったが熱心な青年が集まり、この集会から東海大学学長の篠原登、電電公社総裁の米沢滋、日本電気社長の小林宏治を始め、教育界、財界で活躍した人材を輩出した。その後、戦争により活動停止となったが、この聖書の研究を中心として日本や世界の将来を論じ合う塾が今日の学校法人東海大学の母体となった。
1940年（昭和15年）に大政翼賛会が発足すると総務局総務部長に就任するが、主導権を争う内紛から辞表を求められて辞任する。1941年（昭和16年）に逓信省工務局長に就任する。太平洋戦争開始後の1942年（昭和17年）に航空科学専門学校を、1944年（昭和19年）に電波科学専門学校をそれぞれ創立する。
日米開戦後に日本の生産力はアメリカ合衆国に遠く及ばない現実を知りそれを各方面へ報告したことから、勅任官であるが二等兵として召集されて1944年（昭和19年）に南方戦線へ送られた。マニラでは南方軍総司令官寺内寿一元帥の配慮により、軍政顧問として勤務して無事に復員し、のちに技術院参技官として終戦を迎える。
戦後は逓信院総裁に就任するが、1946年（昭和21年）4月に辞任して9月に公職追放となる。1950年（昭和25年）10月13日、公職追放解除の閣議決定を受けた後、1952年（昭和27年）の総選挙で社会党右派から衆議院議員に初当選して以後6回当選する。中道保守系の有力議員として社公民路線を提唱した。
設立した電波科学専門学校が戦後に旧制大学東海大学となり、学制改革に伴い新制大学東海大学となる。自らは一官僚であり、資産を持たない松前は借入金や寄付だけで大学建設に挑んだため、大学はたびたび財政危機に陥り、松前も苦労が絶えなかった。しかし、事業家としての才にも恵まれた松前は斬新な学部の設置や、学校法人のM&Aなど従来にはない学園経営を展開し、東海大学を日本有数の大学に育て上げた。また原子力基本法制定にも尽力し、東海大学工学部に原子力工学専攻を設置している。一方で、日本を戦争に導いたのは陸軍ではなく、東大法科卒の官僚たちだと考えていたことから、1985年まで法学部を設置しなかった。
松前が自ら注力した日本初のFM放送局であるFM東海の処遇で、古巣の郵政省と争った。
ソ連政府の提案によるソ連と東欧との交流組織「日本対外文化協会」（対文協）を石原萠記、松井政吉らとともに1966年（昭和41年）に設立して会長を務めた。ソ連初の野球場としてモスクワ大学松前重義記念スタジアムの建設・寄贈に尽力するなど、国際交流事業を展開して各国の政府機関や大学から勲章や名誉博士を受けた。
日本柔道選士権大会で優勝歴がある兄の顕義に影響されて熊本高等工業学校で寝技主体の高専柔道に励んだ。書籍『柔道界のデスマッチ』によると、1965年に嘉納履正が国際柔道連盟会長から引きずり降ろされた際は「嘉納派に敵対する松前派が画策した」という噂が取りざたされた。同著によるとこの噂の信憑性はどうかと思う、としてる。1969年（昭和44年）に全日本柔道連盟理事、1979年（昭和54年）に国際柔道連盟会長にそれぞれ就任し、1983年（昭和58年）頃から全日本学生柔道連盟陣営として講道館と対立した。
三池工業高校を甲子園で優勝させた手腕を見込み、原貢監督（原辰徳の父）を東海大相模高校の硬式野球部監督に招聘した。
1991年（平成3年）8月25日、89歳で死去。
2022年（令和4年）、武蔵野グリーンパーク野球場建設に携わったことや首都大学野球連盟設立により初代会長を務めたこと、モスクワ大学に野球場を寄贈するなど野球界への貢献が評価され、2022年の野球殿堂特別表彰者となった。6月12日に明治神宮野球場で開催の第71回全日本大学野球選手権大会決勝戦の試合前に殿堂入り表彰式が行われた。

## 松前一族
長男の松前達郎は東海大学総長や日本社会党参議院議員、二男の松前紀男は東海大学学長、三男の松前仰は北海道東海大学学長や日本社会党衆議院議員をそれぞれ務めた。達郎の長男である松前義昭は東海大学理事長、副総長を、紀男の長男松前光紀は東海大学医学部教授をそれぞれ務めている。義昭、光紀ともに東海大学の出身である。

## 無装荷ケーブル
松前は1932年（昭和7年）にいわゆる「無装荷ケーブル通信方式」を提唱し、篠原登と共に完成させた。
長距離ケーブルでは2線間の静電容量により損失があるが、ケーブルに一定間隔で装荷コイルを挿入してインダクタンスで釣り合いをとる装荷方式で、1899年にミカエル・ピューピンが特許を取得した。装荷方式は損失による減衰が少ない長所から真空管発明以前である当時の主流となったが、信号の反射や歪曲、遅延時間増大、遮断周波数より高域の信号は使用できない、などの欠点もあった。
1932年（昭和7年）に「増幅器などを使用して装荷しないケーブルを利用すれば、高効率で、遮断周波数は存在せず搬送を利用した多重化にも有利である」とした「長距離電話回線に無装荷ケーブルを使用せんとする提案」を発表し、小山 - 宇都宮間で多重電話伝送を実験して良好な結果を得た。のちに「当時の主流に異を唱える主張で、勇気を要とした」と述べている。1937年（昭和12年）に満州国の安東と奉天間で無装荷通信方式で長距離電話通信が成功し、1940年（昭和15年）に東京と新京間で全長3,000キロメートルの直通電話が開通した。
初期の研究を著した書籍に『無装荷ケーブルによる長距離通信方式の研究』があり、この書籍を東北帝国大学に博士論文として提出し、工学博士の学位が贈られた。

## その他
岡田茂東映社長の企画で『嵐をゆく』というタイトルで、松前の青年時代から壮年期までを描いた映画が東映で製作されかけたことがある。東映東京撮影所に準備稿が保管されている。

## 著書
- 『デンマークの文化を探る』（向山堂書房、1936年）
- 『農業の国デンマーク』（聖書之農村社、1936年）
- 『南洋諸邦に於ける電気通信事業』（電気日報社、1937年）
- 『技術の新体制』（大政翼賛会宣伝部、1941年）
- 『東亜技術体制論』（科学主義工業社、1941年）
- 『技術人と技術精神』（白揚社、1942年）
- 『戦時生産論』（旺文社、1943年）
- 『決戦下青年に訴ふ』（非凡閣、1944年）
- 『技術者の道』（科学新興社、1945年）
- 『敗戦復興の方途』（科学新興社、1946年）
- 『二等兵記』（日本出版協同、1950年）
- 『発明記』（東海書房、1953年）
- 『再軍備問答』（東海書房、1955年）
- 『原子力時代を探る』（東海出版印刷、1956年）
- 『死地に追いやられた二等兵の手記』（旺文社、1957年）
- 『新科学時代の政治観』（東海大学出版局、1960年）
- 『その後の二等兵』（東海大学出版会、1971年）
- 『二等兵記　付記　召集事件の背景』（東海大学出版会、1977年）
- 『松前重義わが人生』（講談社、1980年）（東海大学出版会、1990年）

### 論文
- 『無装荷ケーブルによる長距離通信方式の研究』（東北帝国大学に提出した学位論文、1937年11月2日）
- 『発明への挑戦 : 松前重義論文集』（松前重義論文集刊行会 編）（東海大学出版会、1969年）

### 訳書
- ホルガ・ベートロプ、ハンス・アルスレフ・ルン、ピーター・マニケ 『デンマークの国民教育と産業組織への進展』（コロナ社、1940年）（横山文三との共訳）